# Jana Uderstadt
Jana Uderstadt (* 21. Juni 1995 in Worms) ist eine deutsche Triathletin. Sie ist zweifache Altersklassen-Europameisterin auf der Triathlon-Mitteldistanz (2016, 2018) und sie wird in der Bestenliste deutscher Triathletinnen auf der Ironman-Distanz geführt.

## Werdegang
Jana Uderstadt betreibt Triathlon seit 2012. Sie startet im Triathlon-Team DSW Darmstadt.
Beim Frankfurt-City-Triathlon belegte sie im August 2016 den dritten Rang auf der olympischen Distanz (1,5 km Schwimmen, 45 km Radfahren und 10 km Laufen). Im September 2016 wurde sie ETU-Europameisterin auf der Mitteldistanz in der Altersklasse 20–24 (1,9 km Schwimmen, 90 km Radfahren und 21 km Laufen).
Im Juni 2018 gewann die damals 22-Jährige in Dänemark die Ironman 70.3 European Championships in der Altersklasse 18–24 und belegte im gesamten Frauenfeld den siebten Rang. Im Oktober 2020 startete sie für DSW 1912 Darmstadt in der Staffel bei der Team-EM in Portugal (250 m Schwimmen, 6,75 km Radfahren und 1,7 km Laufen). Jana Uderstadt wird seit März 2021 von Utz Brenner trainiert.
Im September 2022 absolvierte sie beim Ironman Italy ihre ersten Ironman-Distanz (3,86 km Schwimmen, 180,2 km Radfahren und 42,195 km Laufen) und sie belegte in 9:01,52 Stunden den achten Rang.
2024 wurde die 29-Jährige im Rahmen der Challenge Almere-Amsterdam Dritte bei der ETU-Europameisterschaft auf der Triathlon-Langdistanz.
Jana Uderstadt lebt in Darmstadt.

## Sportliche Erfolge
| Datum/Jahr   | Rang | Wettbewerb               | Austragungsort    | Zeit     | Bemerkung                                                     |
| ------------ | ---- | ------------------------ | ----------------- | -------- | ------------------------------------------------------------- |
| 6. Aug. 2023 | 1    | Frankfurt-City-Triathlon | Frankfurt am Main | 02:13:04 | Siegerin auf der olympischen Distanz                          |
| Aug. 2017    | 2    | Rodgau-Triathlon         | Rodgau            | 02:12:12 | hinter der für Eintracht Frankfurt startende Dänin Tine Holst |
| 7. Aug. 2016 | 3    | Frankfurt-City-Triathlon | Frankfurt am Main |          |                                                               |

| Datum/Jahr    | Rang | Wettbewerb                                                   | Austragungsort    | Zeit     | Bemerkung                                                                                       |
| ------------- | ---- | ------------------------------------------------------------ | ----------------- | -------- | ----------------------------------------------------------------------------------------------- |
| 30. März 2025 | 6    | Ironman South Africa                                         | Port Elizabeth    | 09:17:41 |                                                                                                 |
| 15. Sep. 2024 | 3    | ETU Challenge Long Distance Triathlon European Championships | Almere            | 08:34:36 | im Rahmen der Challenge Almere-Amsterdam                                                        |
| 26. Mai 2024  | 5    | Ironman 70.3 Kraichgau                                       | Kraichgau         | 04:27:05 |                                                                                                 |
| 27. Apr. 2024 | 12   | Ironman Texas                                                | The Woodlands     | 09:23:34 |                                                                                                 |
| 18. Sep. 2022 | 8    | Ironman Italy                                                | Cervia            | 09:01:52 |                                                                                                 |
| 21. Juni 2021 | 21   | ETU Middle Distance Triathlon European Championships         | Walchsee          | 04:46:51 | ETU-Europameisterschaft auf der Halbdistanz bei der Challenge Walchsee-Kaiserwinkl              |
| 5. Aug. 2018  | 2    | Frankfurt-City-Triathlon                                     | Frankfurt am Main | 04:07:10 | Zweite auf der Mitteldistanz                                                                    |
| 17. Juni 2018 | 1    | Ironman 70.3 European Championship W18–24                    | Helsingør         | 04:24:52 | Siegerin der AK 18–24 beim Ironman 70.3 Elsinore; 7. Rang Gesamtwertung                         |
| 4. Sep. 2016  | 1    | ETU Challenge Triathlon European Championship 20-24          | Walchsee          | 04:47:59 | Europameisterschaft auf der Mitteldistanz bei der Challenge Walchsee; Siegerin der Altersklasse |

| Datum/Jahr    | Rang | Wettbewerb               | Austragungsort    | Zeit     | Bemerkung    |
| ------------- | ---- | ------------------------ | ----------------- | -------- | ------------ |
| 31. Dez. 2021 | 1    | Silvesterlauf Griesheim  | Griesheim         |          | 10 km        |
| 11. März 2018 | 43   | Frankfurter Halbmarathon | Frankfurt am Main | 01:33:37 | Halbmarathon |

(DNF – Did Not Finish)